# Jakkanahalli, Pandavapura
Jakkanahalli là một làng thuộc tehsil Pandavapura, huyện Mandya, bang Karnataka, Ấn Độ.